# Martina Kořenová
Martina Kořenová (rozená Holoubková, * 26. dubna 1975) je česká šachistka, která je držitelkou titulu FIDE Woman International Master (mezinárodní mistryně).

## Život
Martina Kořenová patřila již v první polovině 90. let k předním českým šachistkám. V roce 1992 získala stříbrnou medaili na mistrovství Československa žen v šachu a v následujícím roce 1993 v Tišnově získala stříbrnou medaili na mistrovství České republiky žen v šachu. V roce 1993 získala titul mezinárodní mistryně (Woman International Master, WIM).
V roce 1992 reprezentovala Československo na 1. Mistrovství Evropy v šachu družstev žen v Debrecínu. V roce 1993 se zúčastnila mezizónového turnaje Mistrovství světa v šachu žen v Jakartě, kde obsadila 38. místo. V roce 1994 hrála za Českou republiku na 31. ženské šachové olympiádě v Moskvě (na 1. šachovnici).
Další úspěchy na Mistrovství České republiky v šachu žen:
- 2005 – třetí místo v bleskovém šachu
- 2010 – druhá v rapid šachu
- 2024 – druhá v klasickém šachu

Je členkou šachového oddílu Panda Rychnov. V roce 2024 reprezentovala Česko na šachové olympiádě v Budapešti.
Profesí je učitelka. Je autorkou metody výuky s pomocí šachů, kterou nazvala Figurková školička; publikovala ji v knížkách Figurková školička 1 a Figurková školička 2.
V roce 1999 se provdala za Vladimíra Kořena, moderátora, novináře a učitele. Mají 2 dcery a 2 syny.